# John Ramsay, XIII conte di Dalhousie
John Ramsay, XIII conte di Dalhousie (Fraserburgh, 29 gennaio 1847 – Le Havre, 25 novembre 1887), è stato un nobile, ufficiale e politico scozzese.

## Biografia
Nato a Aberdour House, egli era il figlio di George Ramsay, XII conte di Dalhousie, e di sua moglie, Sarah Frances Robertson, figlia di William Robertson.
Nel 1874 suo padre succedette al cugino alla contea. Studiò al Balliol College.

## Carriera

### Carriera navale
Come il padre, entrò nella Royal Navy raggiungendo il grado di comandante. È stato scudiero del duca di Edimburgo (1874-1876).

### Carriera politica
È stato deputato per Liverpool (1880). Dopo aver preso il suo posto alla Camera dei lord, è stato nominato Lord-in-Waiting (1880-1885).
Nel mese di aprile 1886, succedette a George Trevelyan come Segretario di Stato per la Scozia, durante il breve governo di Gladstone, nel 1886. Nello stesso anno fu membro del Consiglio privato.

## Matrimonio
Sposò, il 6 dicembre 1877, Lady Ida Louisa Bennet (22 giugno 1857-24 novembre 1887), figlia di Charles Bennet, VI conte di Tankerville e Lady Olivia Montagu. Ebbero cinque figli:
- Arthur Ramsay, XIV conte di Dalhousie (4 settembre 1878-23 dicembre 1928);
- Lord Patrick William Maule Ramsay (20 settembre 1879-19 giugno 1962), sposò Dorothy Cynthia Surtees, ebbero due figli;
- Lord Alexander Robert Maule Ramsay (29 maggio 1881-8 ottobre 1972);
- Lord Charles Fox Maule Ramsay (5 marzo 1885-1926), sposò Aline Rose Arbuthnot-Leslie, non ebbero figli;
- Lord Ronald Edward Maule Ramsay (5 marzo 1885-24 aprile 1909).

## Morte
Dopo il ritorno da un viaggio negli Stati Uniti, nel novembre 1887, la coppia fu costretta a interrompere il loro viaggio a Le Havre dopo che Lady Dalhousie si ammalò. Nonostante l'intervento dei medici, Lady Dalhousie morì di peritonite il 24 novembre, all'età di 30 anni. Dopo che si coricò, la sera stessa, Lord Dalhousie morì per un colpo apoplettico durante la notte. Egli in tal modo sopravvisse alla moglie meno di 24 ore, morendo all'età di 40 anni.

## Ascendenza
|                                       |   |                 | Genitori    |  |  | Nonni |  |  | Bisnonni                               |  |  | Trisnonni                  |  |
|                                       |   |                 |             |  |  |       |  |  | George Ramsay, VIII conte di Dalhousie |  |  | George Ramsay, lord Ramsay |  |
|                                       |   |                 |             |  |  |       |  |  | George Ramsay, VIII conte di Dalhousie |  |  | George Ramsay, lord Ramsay |  |
|                                       |   | lady Jean Maule |             |  |  |       |  |  | George Ramsay, VIII conte di Dalhousie |  |  |                            |  |
| lord John Ramsay                      |   |                 |             |  |  |       |  |  | George Ramsay, VIII conte di Dalhousie |  |  |                            |  |
|                                       |   | Elizabeth Glen  | Andrew Glen |  |  |       |  |  |                                        |  |  |                            |  |
|                                       |   | Elizabeth Glen  | Andrew Glen |  |  |       |  |  |                                        |  |  |                            |  |
|                                       |   | Elizabeth Glen  | …           |  |  |       |  |  |                                        |  |  |                            |  |
| George Ramsay, XII conte di Dalhousie |   | Elizabeth Glen  |             |  |  |       |  |  |                                        |  |  |                            |  |
|                                       |   | Philip Delise   | …           |  |  |       |  |  |                                        |  |  |                            |  |
|                                       |   | Philip Delise   | …           |  |  |       |  |  |                                        |  |  |                            |  |
|                                       |   | Philip Delise   | …           |  |  |       |  |  |                                        |  |  |                            |  |
| Mary Delise                           |   | Philip Delise   |             |  |  |       |  |  |                                        |  |  |                            |  |
|                                       |   | …               | …           |  |  |       |  |  |                                        |  |  |                            |  |
|                                       |   | …               | …           |  |  |       |  |  |                                        |  |  |                            |  |
|                                       |   | …               | …           |  |  |       |  |  |                                        |  |  |                            |  |
| John Ramsay, XIII conte di Dalhousie  |   | …               |             |  |  |       |  |  |                                        |  |  |                            |  |
|                                       | … | …               |             |  |  |       |  |  |                                        |  |  |                            |  |
|                                       | … | …               |             |  |  |       |  |  |                                        |  |  |                            |  |
|                                       | … | …               |             |  |  |       |  |  |                                        |  |  |                            |  |
| William Robertson                     | … |                 |             |  |  |       |  |  |                                        |  |  |                            |  |
|                                       |   | …               | …           |  |  |       |  |  |                                        |  |  |                            |  |
|                                       |   | …               | …           |  |  |       |  |  |                                        |  |  |                            |  |
|                                       |   | …               | …           |  |  |       |  |  |                                        |  |  |                            |  |
| Sarah Frances Robertson               |   | …               |             |  |  |       |  |  |                                        |  |  |                            |  |
|                                       |   | …               | …           |  |  |       |  |  |                                        |  |  |                            |  |
|                                       |   | …               | …           |  |  |       |  |  |                                        |  |  |                            |  |
|                                       |   | …               | …           |  |  |       |  |  |                                        |  |  |                            |  |
| …                                     |   | …               |             |  |  |       |  |  |                                        |  |  |                            |  |
|                                       |   | …               | …           |  |  |       |  |  |                                        |  |  |                            |  |
|                                       |   | …               | …           |  |  |       |  |  |                                        |  |  |                            |  |
|                                       |   | …               | …           |  |  |       |  |  |                                        |  |  |                            |  |
|                                       |   | …               |             |  |  |       |  |  |                                        |  |  |                            |  |